# Kareem Amer
Pour les articles homonymes, voir Amer.
Kareem Amer est le pseudonyme d'Abdul Kareem Suleiman Amer (parfois Abdul Kareem Nabeel Suleiman), né le 17 juin 1984 à Alexandrie, un blogueur égyptien incarcéré en 2007 par les autorités de son pays pour insulte à la religion et au président.

## Biographie
En décembre 2006, il est arrêté et incarcéré un mois en Syrie pour activités dissidentes.
En 2007, Kareem Amer est arrêté par les autorités égyptiennes pour ses articles de blog considérés anti-religieux et insultants envers le président égyptien Hosni Moubarak. Parmi les thèmes abordés, il dénonçait la discrimination que les femmes subissent dans son pays et les crimes quotidiens perpétrés contre elles. Il risque alors jusqu'à onze ans de prison. La troisième partie de son procès s'est déroulée le 22 février 2007 : il a été reconnu coupable et condamné à 3 ans pour insulte à l'islam et incitation à la sédition, et à un an pour insulte au président Moubarak.
Kareem est libéré le 15 novembre 2010.
Le 7 février 2011, il est incarcéré une semaine dans une prison égyptienne pour ne pas avoir respecté le couvre-feu, et affirme avoir été le spectateur de scènes de torture.

## Vie privée
Il a été le compagnon d'Aliaa Magda Elmahdy, blogueuse égyptienne célèbre pour avoir posé nue.